# Tiefschwarz

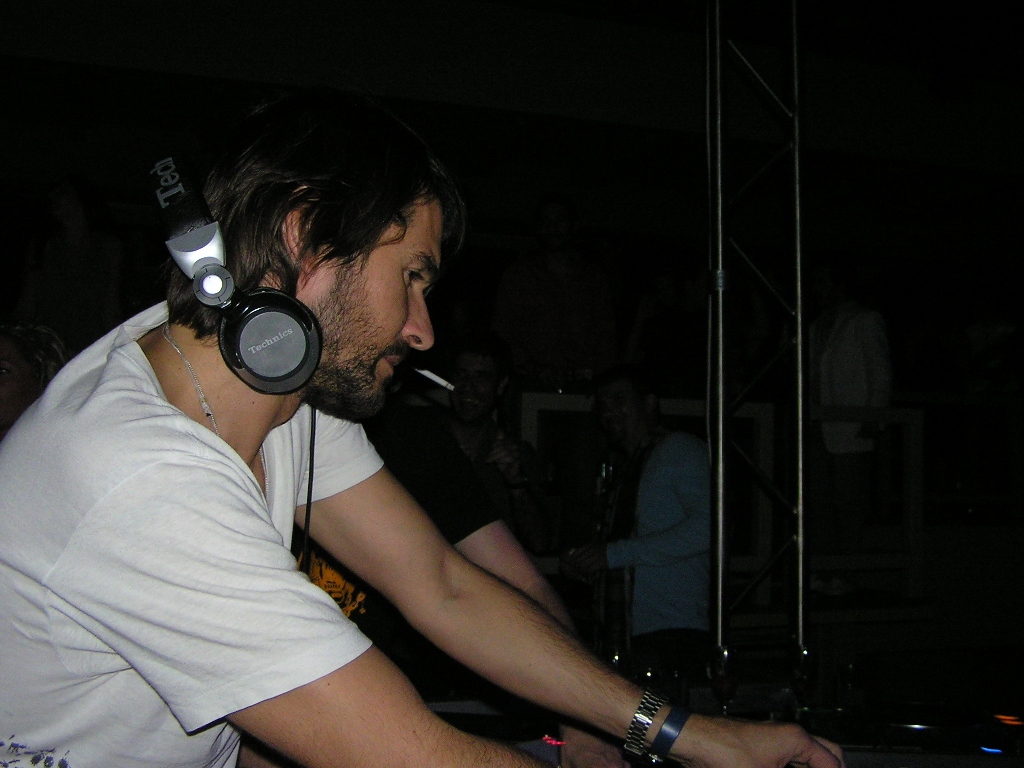
Tiefschwarz

Tiefschwarz ist ein deutsches Produzenten- und DJ-Team im Bereich der elektronischen Musikszene, das aus den beiden Brüdern Alexander „Ali“ und Sebastian „Basti“ Schwarz besteht.

## Laufbahn
1990 eröffnete Ali Schwarz den Club ON-U in Stuttgart, drei Jahre später wurde der nächste Club Red Dog eröffnet.
Im Jahr 1996 begannen die Brüder mit eigenen Produktionen und gründeten das Label Continuemusics. Dort veröffentlichten sie ihre Debütsingle 24Seven, die später von Michi Lange und Boris Dlugosch geremixt wurde. Der Name des 1996 ins Leben gerufenen Projektes Tiefschwarz entstand aus der Verbindung des Familiennamens mit ihrer Vorliebe für Deep House.
Zwei Jahre später schlossen sie einen Vertrag mit Benztown ab und veröffentlichten Music mit einem Feature von Joy Denalane vom Freundeskreis. 2001 erschien das Debütalbum RAL 9005, dessen Name aus der Bezeichnung für die Farbe Tiefschwarz abgeleitet wurde. Es zeigte Einflüsse verschiedener Musikrichtungen wie zum Beispiel Nu Jazz, Garage, Pop, Electro und Deep House.
Bekannt sind Tiefschwarz insbesondere durch ihre vielen Remixarbeiten. Darunter sind Produktionen von Jam & Spoon, Earth, Wind & Fire sowie Mousse T.s Hit Horny. 2005 wurden die Brüder für ihren Remix von Spektrums Kinda New mit dem Dance Music Award ausgezeichnet.

## Diskografie (Auswahl)
Alben
- 2001: RAL9005 (Four Music, Columbia)
- 2005: Eat Books (Fine.)
- 2010: Chocolate (Souvenir)
- 2015: Left (Watergate Records)